# A Mongol Birodalom hadserege

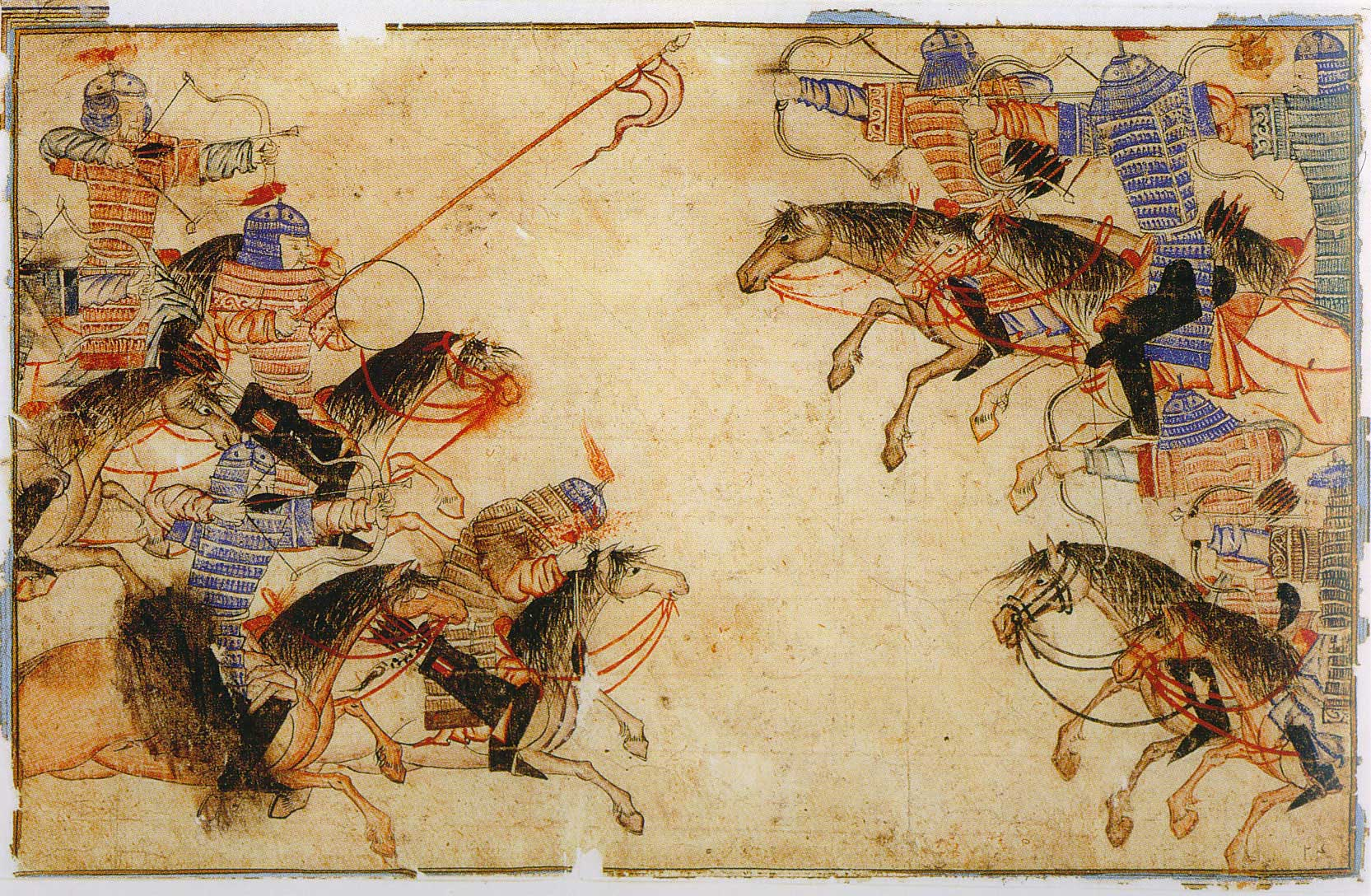
Mongol harcosok ütközetben, iráni ábrázolás a 14. század első negyedéből

A Mongol Birodalom hadserege a Föld legnagyobb egybefüggő birodalmát létrehozó és fenntartó nagy létszámú, jól szervezett és komplex fegyveres erő volt. A korabeli Mongol Birodalom legfontosabb intézményeként teljesen átszőtte a mongol társadalmat és államot. A sztyeppei nomád hagyományokra épített, de átvett fontos katonai innovációkat a meghódított államoktól.
A kor európai, kínai és muszlim forrásai csodálattal adóztak a hadsereg szervezettségének, fegyelmének és részben felszerelésének is. A mongol hadsereg jellegzetesen nomád lovas hadsereg volt, de több szempontból meghaladta a korábbi
nomád birodalmak főleg könnyűlovas íjászokból álló seregeit, és komplex, több 
fegyvernemből és szervezeti egységből álló rendszert alkotott, ami a leghatékonyabban működő nomád hadsereggé, a nomád hadviselés csúcspontjává tette.
A mongol hadsereg legyőzhetetlenségének mítosza részben megalapozott volt, hiszen csupán Szíriában a mamlúkokkal szemben az Ajn Dzsálút-i csatában illetve a Japán ellen indított tengeri támadásaik során szenvedtek vereséget.
A mongol haderő sikereit főleg a fegyelem, a mobilitás és a tűzerő kombinációjának köszönhette, fegyverzete, felszerelése a korban élenjáró volt.
A mongol hadsereg hadművészete nem merült feledésbe, és több szempontból is befolyásolta a 20. századi villámháború elméletét.

## A mongol hadsereg szervezete

A mongol hadsereg hódításai

Dzsingisz mongol nagykán hatalomra jutása után legfontosabb feladatának tartotta a hadsereg megszervezését, ami egyben az állami szervezetek gerince is lett. Korábbi hagyományok, így az ázsiai hunok és a Türk Birodalom tapasztalatait is felhasználva a hagyományos mongol törzsi rendszer helyett egységes decimális (tízes egységekből álló) szervezetet hozott létre, bár természetesen a törzsi hovatartozás még sokáig élő hagyomány maradt. A puszták népességét tizedekbe (mongol nyelven arban), századokba (dzsagun), ezredekbe (mingan) és tízezer főt számláló tümenekbe osztotta. Ilyen módon minden egység parancsnoka alá tíz ember volt rendelve. Az egykori törzseket felosztották az új katonai egységek között. Ezeket a beosztásokat tilos volt elhagyni, a dezertálást szigorúan büntették.
A tízes rendszer egyben államszervezési elv is volt, egyfajta népszámlálásként is funkcionált, minden mongol beletartozott. A felállított tízes egységek számából egy-egy részterület létszámára is következtetni lehetett, és ezt az adatot az adózás és a közmunkák céljaira is használták.
A mongolok titkos története szerint Dzsingisz kán „az erdők népét” leszámítva 95 ezredest nevezett ki, és hárman közülük – Dzsingisz vejei – ezer főnél is nagyobb törzsi egységeket vezettek (onggirat, ikiresz és önggüt). Ezen adatok alapján 1227 körül a mongol törzsterületek teljes felnőtt férfi lakosságát 100–110 ezer főre lehet becsülni, de nyilván nem lehetett a teljes létszámot egyszerre mozgósítani.
Bár a tízes szervezet éppen a törzsrendszer megszüntetését célozta, több, eredetileg is Dzsingiszt támogató törzs ezredként továbbra is megtarthatta egységét, sőt az ojrat, önggüt, uruut és qungirat törzsek 4000 harcost számláltak, mégis csak egy-egy parancsnok vezette azokat. E törzsek általában Dzsingisz kán „sógortörzsei” voltak, ahonnan a dzsingiszidák feleségei származtak. Egyes törzsek hagyományainak ilyetén megőrzése mellett az is előfordult, hogy a különböző törzsekből „szabályszerűen”, decimális alapon összeállított ezredek a későbbi mongol történelemben új törzsek alapjai lettek.
A tízes szervezet a mozgósítást is egyszerűsítette: a főparancsnok csak azt szabta meg, hogy egy-egy tízes csoport például egy, két, vagy három főt küldjön az aktuális hadjáratba. A későbbiekben a meghódított és csatlakozott népcsoportok tagjait is tízes rendszerbe szervezték, mint az már 1215-ben megtörtént a kitajokkal, majd han kínaiak csoportjaival is ez történt.
Hasonló folyamat zajlott le a meghódított orosz tájakon is, az Arany Horda területén, ahol az adózó orosz fejedelemségek népességét 43 tümenbe rendezték. Az első összeírások 1257-ben zajlottak Szuzdal, Rjazany és Murom fejedelemségek területén, hogy felmérjék a hadra fogható és adózó lakosságot. Vernadsky orosz születésű amerikai történész szerint 1275-ben már 43 tümen volt Oroszországban, és ez alapján az ország lélekszámát 8 600 000 és 10 000 000 fő közé becsülte.
Iránban a mongol hódítók öt tüment hoztak létre, de ezek száma később jelentősen emelkedett Hamdallah Mustawfi Qazvini kortárs perzsa történész 1332-ben már 25 tüment írt le. A tümen szót itt is használták territoriális egységként is.
A mongol hadsereg létszámának meghatározása, a források értelmezése nehéz feladat. Az ezredek és tümenek esetében gyakran nem egyértelmű, hogy katonai vagy adminisztrációs egységről van-e szó, és nem tudható, hogy az adott egység milyen arányban volt ténylegesen feltöltve. A katonai egységekbe a birodalom teljes felnőtt férfi lakossága beletartozott, de nem lehet tudni, hogy milyen arányban szolgáltak katonaként, vagy teljesítettek más szolgálatot (közmunka, posta).

### Testőrség

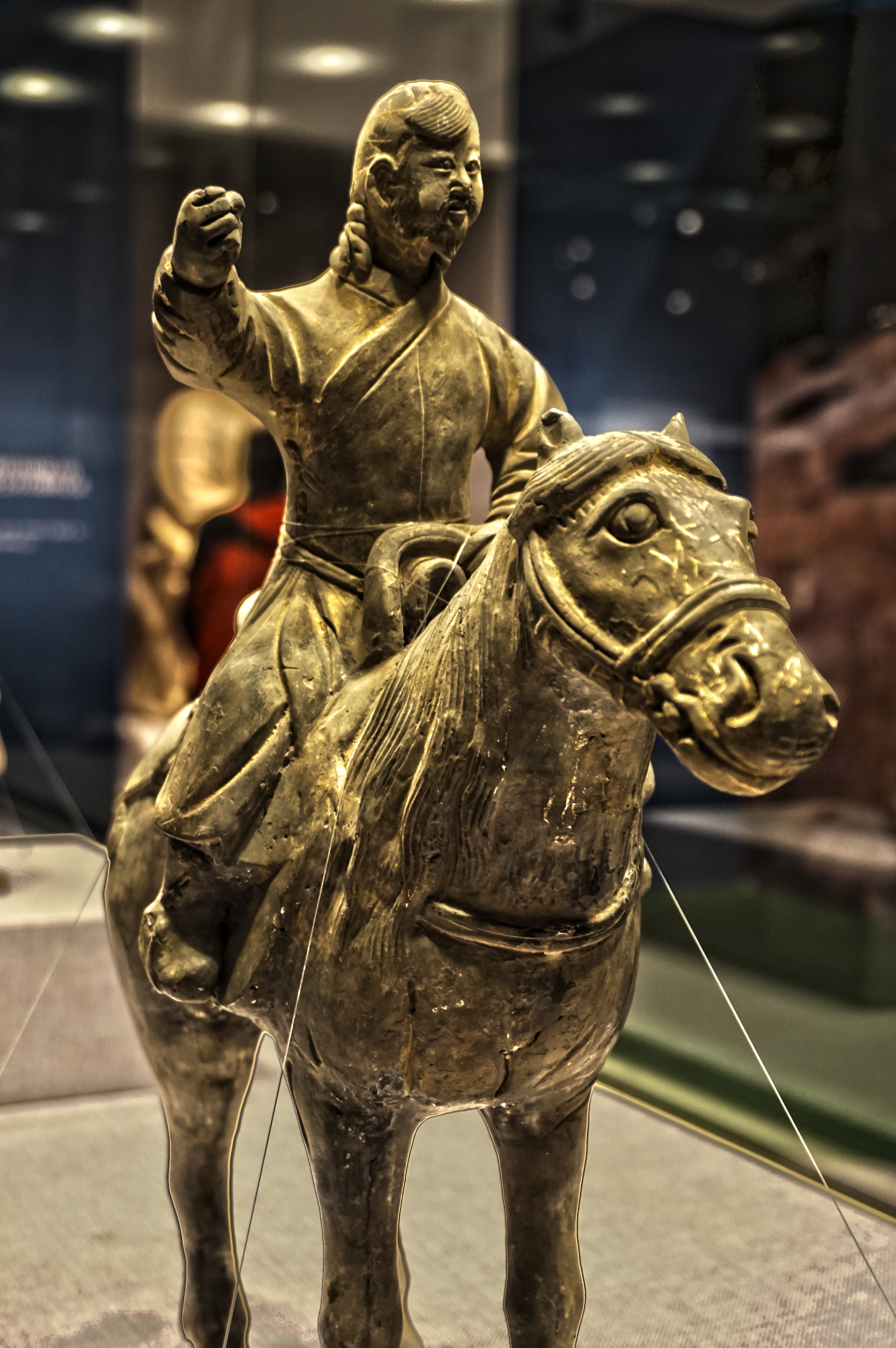
A Jüan-dinasztia mongol harcosa. Korabeli kínai sírból előkerült szobor

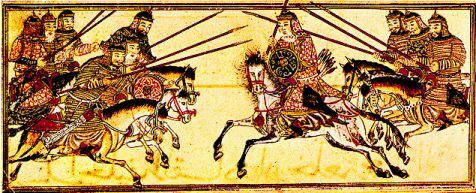
Mongol nehézlovasság. Perzsa miniatúra

A mongol hadsereg létrehozásának egyik első lépése Dzsingisz kán személyi testőrségének felállítása volt. Ebben szolgálni nagy dicsőség volt, kiváló előmeneteli lehetőséget nyújtott az előkelők fiainak és közrendűeknek egyaránt. A testőrség mongol neve (kesig) tükrözi a kiválasztottak szerencséjét.
A testőrség eredetileg a későbbi Dzsingisz kán, Temüdzsin 1000 fős katonai kíséretéből állt, de 1206-ra tízezer fős testületté vált. Feladatai változatosak voltak: elszállásolás, a málhás állatok ellenőrzése, a lakomák alkalmával használt csészék és edények őrzése és tálalás, az ételek felszolgálása és kóstolása, a be- és kilépés ellenőrzése, a hárem őrzése, vadászat és solymászat szervezése, azaz mai szóval széles körű biztonsági szolgáltatást nyújtottak. A testőrség idővel a kán sátorpalotája körül egy mozgó várost alkotott.

## Fegyvernemek
A mongol hadsereg az eurázsiai lovasnomádok hagyományaira épülve főleg könnyűlovas íjász egységekből állt, azonban már megjelentek benne más fegyvernemek, valamint a meghódított letelepült lakosság köréből toborzott egységek is. A 13. század közepére a mongol hadsereg, különböző rendeltetésű, egymást kiegészítő egységek hatékony szervezetévé vált.

### Tamma és cserik
A mongol hadsereg két sajátos része volt a tamma és a cserik. A tamma (tanma, tammacsi) csapatok a meghódított területeket megszálló nomád eredetű seregek voltak, amelyek jelentős szerepet kaptak a Mongol Birodalom hódításainak konszolidálásában. A cserik nevű csapatokat (a török-mongol eredetű cserik szó rokon a magyar sereg szóval) a megszállt területek lakosságából verbuválták, elsősorban helyőrségként és gyalogságként alkalmazták őket.

### Hadmérnökök, utászok
A mongol hadseregnek hódításai során el kellett sajátítani a várak ostromlásának technikáját is. Ezekre a feladatokra elsősorban a közép-ázsiai muszlim lakosságból toboroztak szakértőket, később Dzsingisz kán egy a technikai újítások iránt érdeklődő mongol vezért nevezett ki e csapatok élére.
A hadmérnökök, utászok elsősorban a (főleg kínai eredetű) ostromgépek építésével és működtetésével foglalkoztak, de ők irányították a helyi lakosság kényszermunkáját is sáncok, erődítések, gátak és utak, hajóhidak építésére, folyók elterelésére.
A hadmérnököknek nagy szerepük volt a lőporral működő fegyverek elterjesztésében is.

### Kiképzés
A mongol harcosok kiképzése ugyanúgy összefonódott a mindennapi élettel, mint ahogy a hadsereg  egésze a társadalommal. A fiúk kora gyermekkoruktól lovagoltak és koruknak megfelelő íjat kaptak a kezükbe. Általános gyakorlat volt a célbalövés a vágtázó ló hátáról.
A hadsereg kollektív kiképzésében nagy szerepet játszottak a körvadászatok. Ata-Malik Dzsuvajni kortárs perzsa történetíró beszámol Dzsingisz kán utasítására szervezett két-három hónapos, a birodalmi központ körül állomásozó csapatok és parancsnokaik (sőt azok ágyasai) részvételével zajló nagyszabású, hadgyakorlat jellegű körvadászatokról. Ezeken a gyakorlatokon a csapatok több tíz kilométer átmérőjű területek bekerítését gyakorolták, fejlesztették a kommunikációt és a fegyelmet. Az ilyen átkaroló műveleteket (dzserge) gyakran alkalmazták a hadjáratok során is a végtelen pusztákon.

## Stratégia, taktika és logisztika

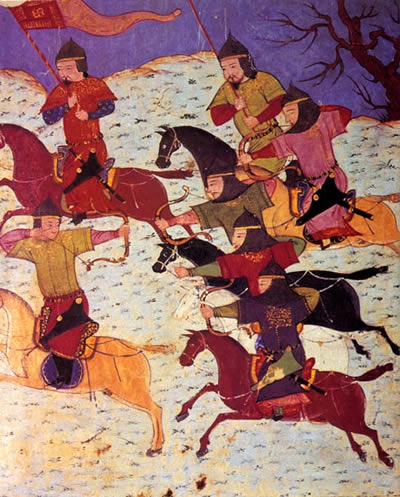
Nyilazó mongol harcosok korabeli perzsa ábrázolás

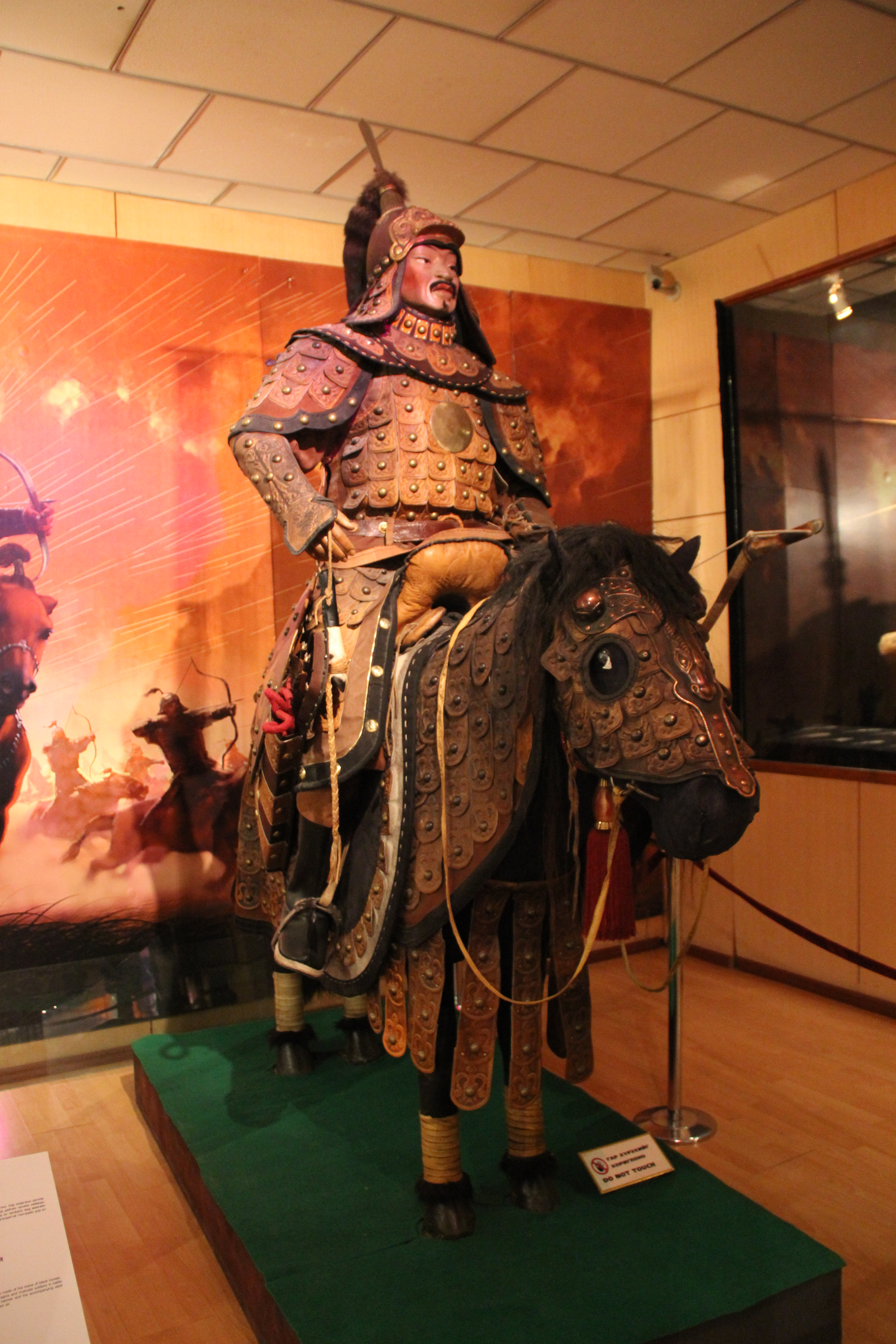
Magas rangú mongol harcos teljes vértezetben, rekonstrukció a Mongol Nemzeti Múzeumban

A mongol hadsereg hadászatában és harcászatában egyaránt végighúzódott a hármas tagolás elve, a centrum, a jobbszárny és a balszárny alapvető szerepe. Hozzájuk csatlakoztak még az elővéd és a hátvéd egységei.
A hadjáratok előtti stratégiai döntéseket a kurultájokon hozta meg a kán, a rokonsága és az előkelők körében. Itt született döntés a résztvevők számáról és a hadjárat parancsnokáról. A tervezésben nagy szerepet játszott a katonai hírszerzés, beleértve a célterület felderítését, de a célterület politikai viszonyainak feltárását is. Ezt gyakran egészítette ki a diverzió és az aktív propaganda.
Stratégiai szinten a jobbszárny nyugatot, a balszárny keletet jelentett, a mongol jurták tájolásából, mindig délre nyíló bejáratukból kiindulva. Rasid al-Din perzsa történetíró szerint a sereg központi részét 101 ezer fő alkotta, ami három részből állt, 1000 fős centrum, a 38 ezer fős jobbszárny és 62 ezer fős balszárny.
Hasonlóan hármas felosztás érvényesült hadműveleti és harcászati szinten is, a hadjáratokban és a csatákban egyaránt. A legnagyobb erő a harcban a szárnyakon összpontosult, kissé előbbre, mint a centrum. Az ilyen módon ívelt arcvonal leggyakrabban erősen széthúzódott és nagyon alkalmas volt átkaroló hadműveletek, bekerítés végrehajtására. A csatában a mongolok elsősorban mozgékonyságukra és nagy tűzerejükre, a tömegesen kilőtt nyilakra támaszkodtak. A legtöbb esetben jobbról kerülték meg az ellenség bal szárnyát, mivel balra könnyebb volt lóhátról nyilazni. Nagyobb ellenállás esetén egérutat hagytak az ellenfél erőinek, hogy aztán a menekülő csapatokat könnyebben támadhassák. Taktikájuk azonban nem volt sablonos, időnként az ellenfelet szemből támadták, az arcvonaluk egy gyengének tartott pontjára koncentrálva a csapásokat.
A folyamatos „tüzelés”, a nyílzápor fenntartása érdekében az íjászok lovaikon egyfajta köralakú csapatmozgást (az orosz szakirodalomban „körtánc” vagy „körhinta”) végeztek. A folyamatos nyílzáport egy másik módszerrel is próbálták fenntartani: ebben az esetben kisebb, 4–5 fős rajokban támadták az ellenséget, majd szétszóródtak és visszavonultak, és támadt a következő raj.
A mongol hadsereg időnként gyalogos íjászokat is harcba vetett, akik a hadrendben mindig középen helyezkedtek el és pontosabban tudtak célozni a lovasoknál.
A mongolok is gyakran és sikerrel alkalmazták a pusztai lovasnomádok által kedvelt színlelt visszavonulás taktikáját. Esetenként vezetéklovaikra bábukat ültettek, éjszaka pedig a szükségesnél több tábortüzet gyújtottak, hogy seregük erősebbnek látszódjon a ténylegesnél.
A parancsnokok a korabeli európai gyakorlattól eltérően nem az első sorokban harcoltak, hanem a háttérből irányítottak, ahonnan átlátták a csatateret. A kommunikációt, a katonai híradást zászlójelek, fütyülő nyilak, hadizene (elsősorban dob) és harci kiáltások segítségével oldották meg.
A lélektani hadviselés része volt a szélsőséges kegyetlenség, a legyőzött ellenfél lemészárlása, gyakran a családokkal együtt, időnként kimerítve a népirtás kategóriáját is. Emögött az a cél húzódott meg, hogy számbeli kisebbségük dacára rettegést keltsenek az ellenséges lakosság soraiban és gyengítsék annak ellenállását.
A mongol hadsereg fokozatosan megismerkedett az erődített helyek ostromának tudományával is, egyre komplikáltabb módszereket sajátítottak el. Az ostromokat a várak környékének pusztításával és foglyok szedésével kezdték, akiket aztán az első sorokba küldtek harcolni a falak ellen, vagy az ostromhoz szükséges földmunkákat végeztették el velük.
A hadjáratok sikeres végrehajtásának előfeltétele volt a megfelelő hadtáp, a katonai logisztika. Az ellátás alapvető kérdése a legelők biztosítása volt a lovak számára, hiszen a mongol hadsereg alapvető eszköze volt a ló. Egy-egy harcos 3–4, időnként akár 12 vezetéklóval vonult hadba. Hosszú utakon a lovas váltogatta lovait, hogy azok tudjanak erőt gyűjteni. Védték is lovaikat hasonló pikkelyes páncélzattal, mint saját magukat.
A lovak kizárólag legeltek, abrakot nem igényeltek, ezért hatalmas legelőkre volt szükség. A mongol lovas hadsereg leginkább a hosszú nyári legeltetések után, ősszel volt hadra fogható. A sok ló biztosította a mozgékonyságot a csatákban, de a hosszú hadjáratok idején a sereg csak viszonylag lassan, napi 22–25 kilométert haladt a legeltetés miatt.
A mongol sereg az élelmezést tartós élelmiszerek szállításával oldotta meg; a harcosok szárított túrót, szárított húst, köleskását vittek magukkal teherhordó lovaikon. Erőltetett menetben a lovak vérét is megcsapolták táplálkozás céljára. A zsákmányolást csak a teljes győzelem kivívása után engedélyezték.
A sebesültek ellátására a másutt is ismert eljárások mellett – a sebek kiszívása, kauterizáció, azaz a sebek kiégetése – különleges módszereket is alkalmaztak, mint a súlyos sebesült elhelyezése egy frissen levágott szarvasmarha testében, ahol az állat testmelege, vére és csontjainak nyomása fejtett ki gyógyító hatást.
A katonai logisztika része volt a híres mongol birodalmi postarendszer (jam) is, ami a korban egyedülálló módon tette lehetővé az üzenetek gyors továbbítását.
A hadseregnek szükséges felszerelések nagy részét a különböző meghódított tartományokból a központi mongol területekre deportált kézművesek gyártották le.

## Fegyverzet és felszerelés

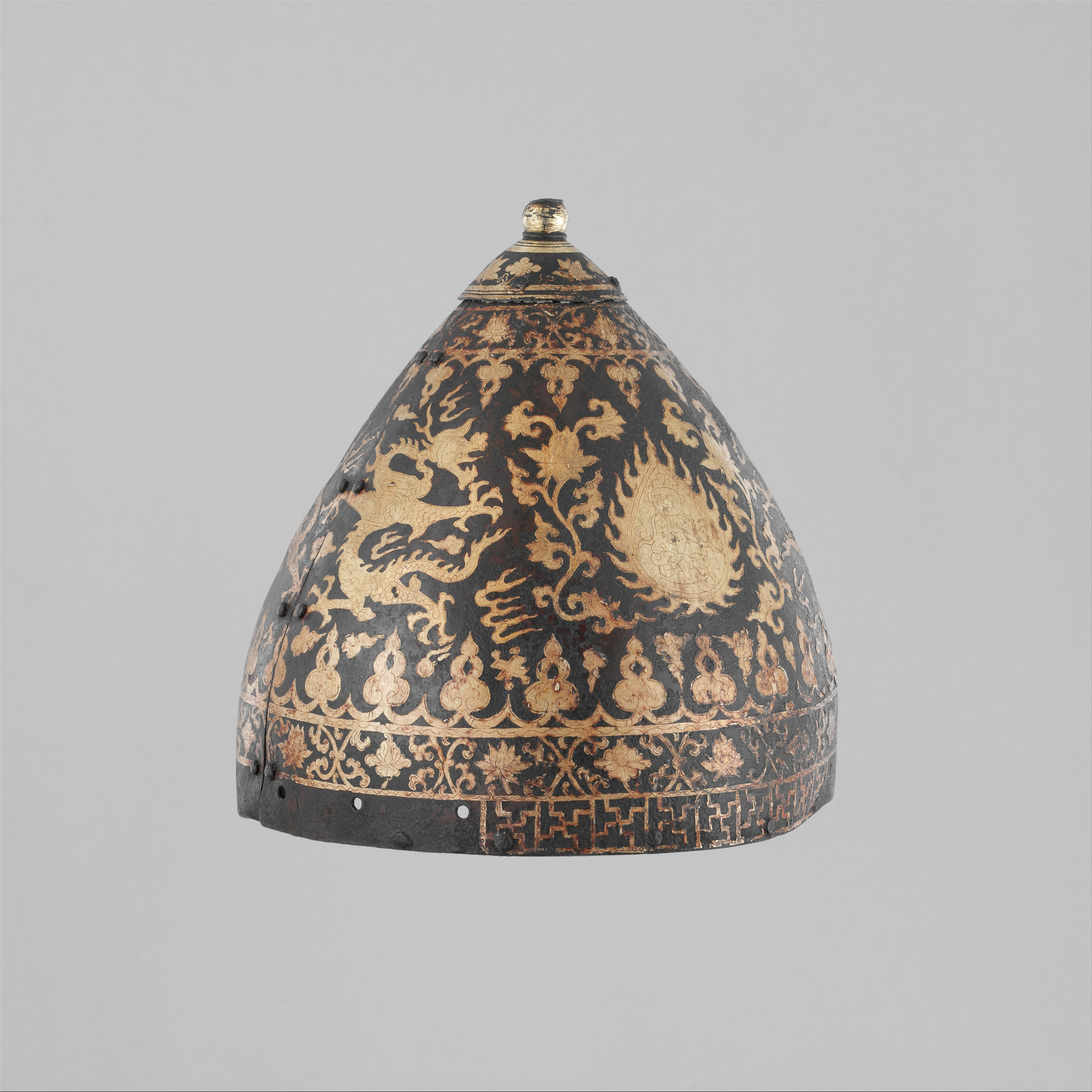
Mongol sisak

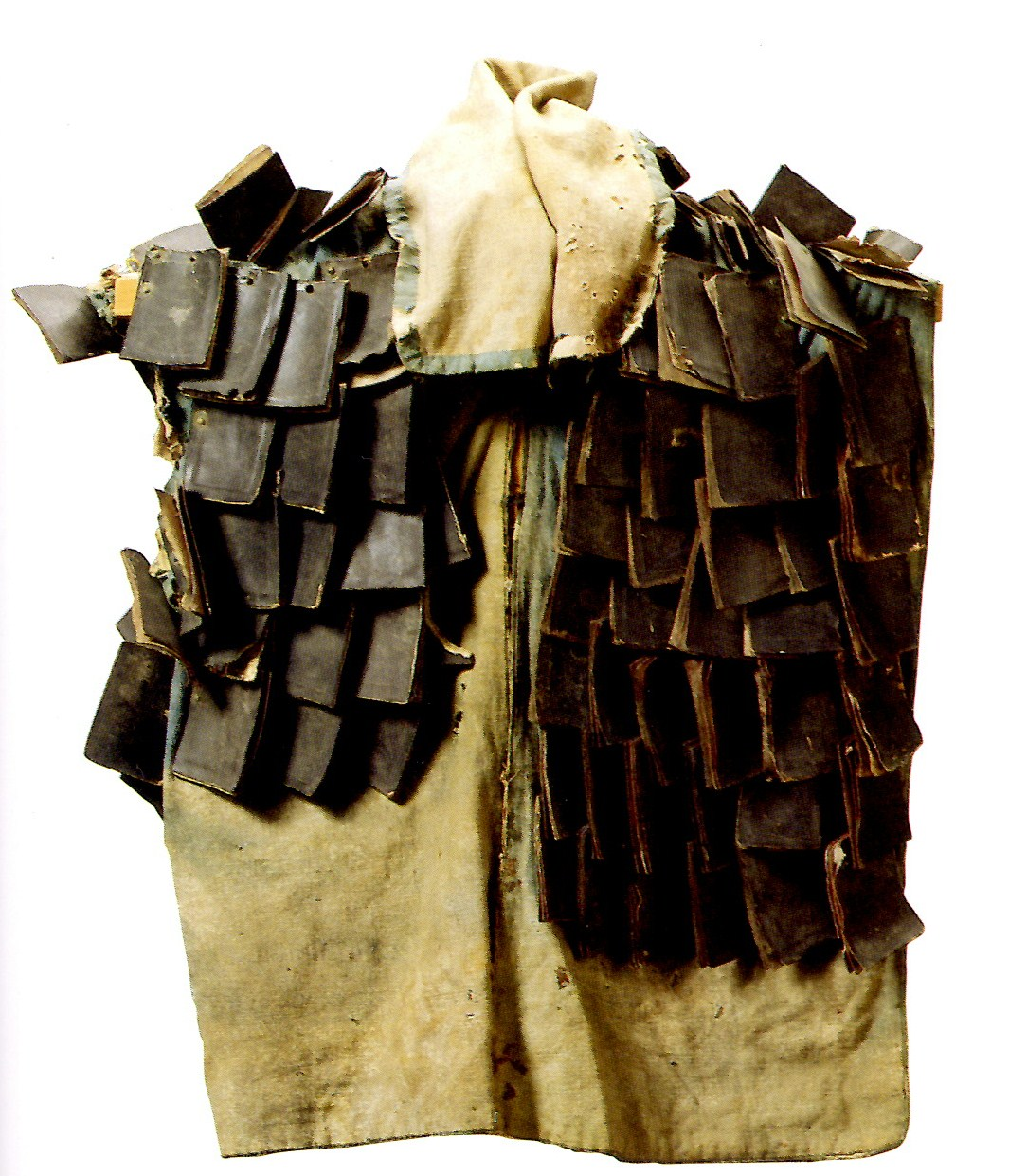
Mongol lamellapáncélzat maradványai

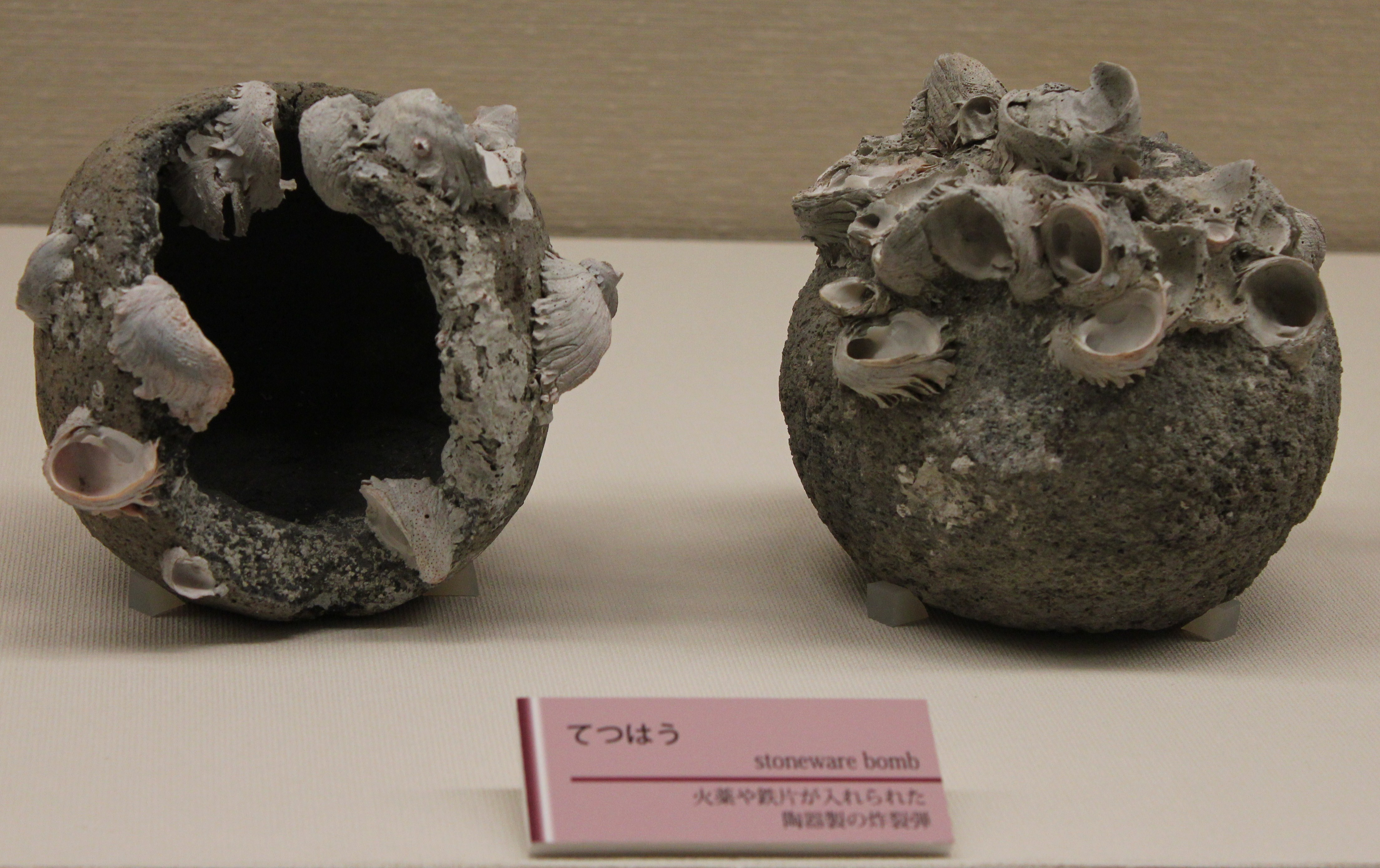
Égetett agyagból készült, lőporral és fémszilánkokkal töltött bombák a Japán elleni mongol támadások idejéből (1271–1284)

A mongol hadsereg fő fegyvere, csakúgy, mint az eurázsiai lovasnomádoknál általában, az összetett íj volt. A mongol íjak l20–130 cm  hosszúak voltak. Több rétegből (fa, in, szarv, csont és nyírfakéreg) álltak. Felajzatlan állapotban enyhén hajló D-alakuak voltak, az íj szarvait csontveretekkel merevítették. Az íj húrja gyakran selyemszálból készült. Az íjat időnként geometrikus festett mintákkal, fa- és  aranyberakásokkal díszítették. A csontveretek nélküli faíjak néprajzi párhuzamai a kelet-szibériai evenkik köréből ismertek.
A nyilak fűzfából, nyírfából vagy borókából készültek. A nyílvesszők 70–80 cm hosszúak voltak, és végükön tollazat és húrbevágás volt. A nyílcsúcsok vasból vagy csontból készültek és tüskével erősítették fel azokat a nyíl hegyére. A legtöbb mongol nyílhegy 10–15 cm hosszú, lapos és széles pengéjű volt, vágásra, nagy sebek ejtésére szolgáltak. A keskeny hegyű, páncélozott ellenfél ellen is hatásos nyílhegyeket ritkábban használták. Marco Polo szerint minden mongol hatvan nyilat vitt magával.

„Közülük harminc könnyű és igen hegyes, ezekkel messzire lőnek, vagy az ellenséget üldözik, míg a másik harminc nehéz, széles heggyel; ezekkel közelről támadnak, és nagy zavart keltenek az ellenség soraiban.”

– Marco Polo

Egyes vas nyílcsúcsok alatt átfúrt csontgömböt helyeztek el, amik a kilövéskor fütyülő hangot adtak ki, aminek jeladás és/vagy az ellenfél elrettentése lehetett a célja. Helyenként és időnként egészen archaikus csont nyílhegyeket is használtak.
A mongol tegez kétféle volt; a régebbi típus hengeres, lefelé enyhén kiszélesedő, a hegyükkel felfelé álló nyilakat befedve hordozó tartály volt. Emellett ebben a korban terjedtek el a kisebb, téglalap alakú, a nyilakat tollukkal felfelé tároló, ferdén előre álló tegezek, amik a nyilakat csak félhosszban takarták.
A harcosok két-három íjat is vittek magukkal a hadjáratokba, valamint egy nyilakkal teli nagy tegezt, csatabárdot és köteleket is tartoztak magukkal vinni. A gazdagoknak volt hegyes, egyélű, hajlított kardjuk, sisakjuk. Páncélzatuk általában keményre és vízállóra kikészített, összefűzött bőrlapocskákból állt, amit vastag kabátjuk felett viseltek. A gazdagabbak fémlapokból készült lamellás páncélt viseltek. Hasonló védőfelszerelést alkalmaztak lovaikra is.
A közelharci támadófegyvereket csak  kiegészítő szerepet töltöttek, régészeti leletekből is csak ritkán kerültek elő. A kis létszámú nehézlovasság döfőlándzsákat is alkalmazott. Kampóval ellátott lándzsák is előfordultak, amelyekkel az ellenfelet leránthatták a lóról. A pengefegyvereket a szablyák képviselték. Ezeket a legnagyobb számban Kelet-Európában használták. Kiegészítő fegyver volt a harci balta és a buzogány.
Az ostromgépek első említése 1241-ből származik. Ekkor a mongolok már használták a közép-ázsiai muszlimoktól és a kínaiaktól átvett különféle hadigépeket, mint a páncélozott szekereket, ostromtornyokat, katapultokat. A mongolok a későbbiekben elsajátították a faltörő kosok, számszeríjak és a különböző kőhajító gépek készítését, valamint sokféle, nafta és lőpor alapú pirotechnikai eszköz használatát, amivel a Közel-Keleten illetve Kínában találkozhattak. Vannak adatok Kínából egy- vagy sokíjas nyíllövő gépek és a botparittya elvén működő húzott torbocsil alkalmazásáról is. Ez a gép 60–80 kg súlyú lövedékeket akár 100-200 méter távolságra is eljuttathatott, hátránya volt ugyanakkor, hogy működtetés 50–250 emberre volt szükség. A muszlimoktól átvett hadigépek jóval hatékonyabbak voltak, mint a kínaiak.
A puskapor a 12. század közepéig alacsony salétromtartalma miatt inkább csak gyújtó hatású por volt; ezután kezdtek kísérletezni a kínaiak az ágyúk előállításával. A mongolok ezeket az eszközöket az eddigi adatok szerint csak a Kelet-Ázsiában alkalmazták.